# EKT Holding
Die EKT AG, ehemals Elektrizitätswerk des Kantons Thurgau, ist das kantonale Energieversorgungsunternehmen des Kantons Thurgau mit Sitz in Arbon TG. Seit 1912 stellt das Unternehmen die Grundversorgung von elektrischer Energie im Kanton Thurgau sicher. Besitzerin der EKT AG ist die EKT Holding AG, die wiederum im Eigentum des Kantons Thurgau ist. Das Aktienkapital wird durch den Regierungsrat vertreten.

## Geschichte
1905 wurde die «Elektrische Kraftversorgung Bodensee-Thurtal» (KBT) mit Sitz in Arbon gegründet. Zweck der KBT war die Versorgung von rund 40 Gemeinden am südlichen Bodenseeufer und im Thurtal von Bischofszell bis Frauenfeld mit «elektrischer Kraft». Weil sich die Anlagen der KBT über die Kantonsgrenzen Thurgau, St. Gallen und Appenzell Ausserrhoden erstreckten, wurde erfolglos über die Gründung einer interkantonalen Gesellschaft verhandelt. 1911 entschied der Kanton Thurgau eine eigene, kantonale Gesellschaft zu gründen.
Am 1. Januar 1912 wurde das Elektrizitätswerk des Kantons Thurgau als selbständige Anstalt des öffentlichen Rechts gegründet. Mittels Volksentscheid wurden zuvor sämtliche Anlageteile und Energielieferverträge der KBT auf thurgauischem Gebiet erworben. Den Geschäftssitz beliess man in Arbon. Im Oktober 2001 folgte die Umwandlung in eine selbständige Aktiengesellschaft. Im August 2005 wurde der Unternehmensname auf EKT AG verkürzt und im September wurde das Unternehmen neu als Tochtergesellschaft der EKT Holding AG in eine Holdingstruktur eingebunden.
2008 verlor die EKT Holding beim Zusammenbruch der Lehman Brothers 28 Mio. Schweizer Franken. Dabei ging fast ein Drittel des EKT-Vermögens verloren. Am 8. Juni 2009 wurde die hebbag AG in Bichelsee-Balterswil gegründet. Sie produziert Wärme und Strom aus der Verwertung von Restholz. Ende 2009 erzeugte eine Photovoltaikanlage auf einem EKT-Unterwerk Strom. Vier weitere folgten bis Ende 2010. Im 2010 lancierte die EKT das Stromeffizienz-Förderprogramm «Clever Strom sparen» für Privathaushalte, KMU und Gemeinden. 2011 bot die EKT gemeinsam mit den Energieversorgungsunternehmen neu «Thurgauer Naturstrom» an. Im März schockierte das Unglück in den Kernkraftwerken in Fukushima die ganze Welt. Der Bundesrat und das Parlament beschlossen darauf den schrittweisen Atomausstieg. Die hebbag übernahm von der Gemeinde Bichelsee-Balterswil das bestehende Fernwärmenetz und lieferte nun auch Fernwärme für Industrie-, Gewerbe- und Privatliegenschaften.
Am 20. März 2013 wurde die Swiss East Power AG gegründet. Sie sollte als Gefäss dienen, über welches sich interessierte Energieversorger oder politische Organisationen an Technologien und Produktionsanlagen für erneuerbare Energien hätten beteiligen können. Es stellte sich allerdings heraus, dass dieses Gefäss nicht benötigt wird, da sich Investoren direkt an Energieerzeugungsanlagen beteiligen wollen. Das operative Geschäft der Swiss East Power AG wurde deshalb per 30. September 2015 eingestellt. Per 1. Oktober 2013 lagerte die EKT den Bereich Messdienstleistungen an die SWiBi AG aus. Am 6. November 2015 wurde die Wärme Aadorf AG gegründet. Die Holzenergieanlage versorgt rund 40 Liegenschaften in Aadorf mit umweltschonender Fernwärme.
2017 wurde die Hebbag AG in die EKT AG integriert. 2021 wurde die EPS Energie Pool Schweiz AG im Zuge der Nachfolgeregelung aufgekauft und als eigenständige Aktiengesellschaft in die EKT Holding AG integriert. 2022 wurde die Kierzek AG aufgekauft und fortan als selbständige Tochtergesellschaft innerhalb der EKT Holding AG weitergeführt. Das Unternehmen wurde im Februar 2025 einem umfassenden Renaming und Rebranding unterzogen und fortan als NEGXT AG weitergeführt. Am 1. November 2022 wurde die Wärme Bischofszell-Sittertal AG gegründet. Das Ziel der neuen Aktiengesellschaft ist es, thermische Energie zu erzeugen, zu verteilen und abzugeben. In der ARA Bischofszell wird dem gereinigten Abwasser Wärmeenergie entzogen, das zum klimaneutralen Heizen der angeschlossenen Liegenschaften verwendet wird.
Am 29. November 2022 hat die EKT Holding AG die gemeinnützige «EKT Energiestiftung» in Weinfelden errichtet. Zweck der Stiftung mit Sitz in Arbon ist es, Technologien sowie Projekte für eine sichere und nachhaltige Energieerzeugung und -versorgung sowie die Digitalisierung im Kanton Thurgau zu fördern. Weiter kann die neu errichtete Stiftung auch Projekte und Massnahmen im Bereich des Umweltschutzes sowie der Aus- und Weiterbildung fördern. Über die Stiftung soll ein massgeblicher Anteil der zukünftigen Axpo-Dividenden genutzt werden, um die sichere und erneuerbare Energieversorgung im Kanton Thurgau zu fördern. Während die EKT gemäss dem Gründungsvertrag von 1914 früher direkt Strom von der Axpo beziehen konnte, ist dies heute wegen des Wettbewerbsrechts und des öffentlichen Beschaffungsrechts nicht mehr möglich. Stattdessen schüttet die Axpo eine Dividende an ihre Aktionäre aus. Die EKT Holding AG beabsichtigt, einen massgeblichen Anteil der künftigen Dividenden in die Stiftung einzulegen. Anfang 2023 wird mit dem Rückbau des alten EKT-Werkhofes in Sulgen begonnen. Im Mai 2023 wird die Grundsteinlegung des neuen Werkhofes gefeiert. Ende 2025 sollen insgesamt rund 70 Arbeitsplätze von Arbon nach Sulgen wechseln.
Zum ersten Mal in der Geschichte beteiligt sich die EKT an einem Windenergieprojekt: Nach dem «OK» des Thurgauer Regierungsrats unterzeichnet die EKT am 20. Dezember 2023 damit der EKZ einen Beteiligungsvertrag für 50 Prozent an der Wellenberg Wind AG. Mit den drei geplanten Windenergieanlagen der Wellenberg Wind AG sollen möglichst bald rund 30 GWh Strom erzeugt werden, der Grossteil davon im Winterhalbjahr. Das soll für rund 6000 Wohnungen reichen. Die EKT will damit einen wichtigen Beitrag für eine sichere, nachhaltige und bezahlbare Stromversorgung im Thurgau leisten. Mit dem neuen Layout (Reduktion von acht auf neu nur noch drei Windenergieanlagen und dem geforderten Mindestabstand von Windenergieanlagen zu bewohnten Gebäuden) werden die Anliegen der lokalen Bevölkerung ernst genommen und umgesetzt.
Zusammen mit der Politischen Gemeinde Gottlieben und der Bürgergemeinde Gottlieben gründet die EKT Holding AG 2024 die Wärme Gottlieben AG. Die EKT Holding hält 80 Prozent, die Politische Gemeinde Gottlieben sowie die Bürgergemeinde Gottlieben je zehn Prozent. In einer neu zu bauenden Wärmezentrale soll mittels Wärmetauschern dem Wasser des Seerheins Wärmeenergie entzogen und via Fernwärmenetz an die angeschlossenen Immobilien verteilt werden. Am 1. Oktober 2024 übernimmt der damals 52-jährige Weinfelder Ivo Zillig das Ruder der EKT-Gruppe als neuer CEO. Am 24. November 2024 lehnen 63 Prozent der Thundorfer Stimmbevölkerung das Windprojekt auf dem Wellenberg ab. Die Wellenberg Wind AG friert das Projekt in der Folge ein. In Bischofszell liefert die Wärmezentrale der Wärme Bischofszell-Sittertal AG nach einer rund zweimonatigen Einregulierungsphase ab Dezember zuverlässig Wärmeenergie.

## Unternehmensdaten
Die EKT-Gruppe beschäftigt per 31. Dezember 2024 170 Mitarbeitende (Vorjahr: 164) und erwirtschaftete im Geschäftsjahr 2024 einen Unternehmensgewinn von 3,1 Millionen Franken. Der Geschäftssitz mit der zentralen Leitstelle, der Administration, dem Vertrieb und den Engineering-Bereichen Anlagenbau, Leitungsbau, Telekommunikation und Leittechnik sowie Messdaten liegt in Arbon TG. In Sulgen TG befinden sich das Werkgebäude, die Garage für die betriebseigenen Fahrzeuge und die Werkstätten der Montagegruppen für Bau, Betrieb und Unterhalt des Strom- und Datennetzes.
Die EKT AG besitzt 15 Unterwerke, 28 Schaltstationen und 91 Schaltkabinen. Ihr Versorgungsgebiet umfasst 1005 Quadratkilometer. Zusammen mit ihren Kunden, den örtlichen Energieversorgungsunternehmen (EVU), beliefert sie 296'811 Thurgauerinnen und Thurgauer (Stand 31. Dezember 2024) mit Strom. Das Leitungsnetz besteht aus rund 600 Kilometern Mittelspannungsnetz sowie 540 Kilometer Glasfaserleitungen (Lichtwellenleitungen LWL).
Die EKT Holding AG gehört zum Kreis der Eigentümer der Axpo AG (früher NOK) und ist dadurch mit 12,25 % an deren Muttergesellschaft Axpo Holding beteiligt.

## Tochterunternehmen
EKT AG (100 %)
Die EKT AG ist eine 100-prozentige Tochtergesellschaft der EKT Holding AG. Sie übernimmt sämtliche Aufgaben aus den Bereichen Netze, Energie, Digital Services sowie Produktion & Gebäude.
EKT Energie AG (74,28 %)
Die EKT Energie AG gehört zu 25,72 Prozent den lokalen Energieversorgungsunternehmen im Thurgau und zu 74,28 Prozent der EKT Holding AG. Die Hauptaufgabe der EKT Energie AG ist die Beschaffung und der (schweizweite) Vertrieb von elektrischer Energie.
Wärme Aadorf AG (80 %)
Die 2015 gegründete Wärme Aadorf AG betreibt eine Holzenergieanlage sowie ein Fernwärmenetz in Aadorf. Am Unternehmen beteiligt sind die Gemeinde Aadorf sowie die Schulen Aadorf mit je 5 %, die Holzverarbeiterin KIFA AG mit 10 % und die EKT Holding AG mit 80 %.
EPS Energie Pool Schweiz AG (100 %)
2021 hat die EKT Holding die zürcherische EPS Energie Pool Schweiz AG gekauft und führt sie als eigenständiges Unternehmen weiter. Die EPS Energie Pool Schweiz AG gehört zu den führenden Anbietern der Schweiz bei der Digitalisierung der Energiebranche und bietet unter anderem integrierte Lösungen für Multisite-Billing, innovative ZEV-Lösungen, Mess- sowie EDM-Dienstleistungen an.
NEGXT AG (früher Kierzek AG, 100 %)
Im April 2022 kommuniziert die EKT Holding die Übernahme des Unternehmens Kierzek AG, dem führenden Betrieb für Elektroplanung im Kanton Thurgau. Das Traditionsunternehmen mit Sitz in Kreuzlingen wird als eigenständige AG innerhalb der EKT Holding AG weitergeführt. Im Februar 2025 wird ein Renaming durchgeführt, und das bis anhin als "Kierzek AG" bekannte Unternehmen wird in NEGXT AG umbenannt.
Wärme Bischofszell-Sittertal AG (55 %)
Am 1. November 2022 wurde die Wärme Bischofszell-Sittertal AG gegründet. Teilhabende der neu gegründeten Gesellschaft sind die EKT Holding AG als Hauptaktionärin (55 %), die Technischen Gemeindebetriebe Bischofszell (27,5 %), die Stadt Bischofszell (10 %), der Abwasserverband Region Bischofszell (5 %) sowie die Politische Gemeinde Zihlschlacht-Sitterdorf (2,5 %). Das Ziel dieser Aktiengesellschaft ist es, thermische Energie zu erzeugen, zu verteilen und abzugeben.
Wärme Gottlieben AG (80 %)
Die Wärme Gottlieben AG wurde am 8. Januar 2024 im Notariat Kreuzlingen gegründet. An der Aktiengesellschaft beteiligt sind die EKT Holding AG (80 %), die Politische Gemeinde Gottlieben (10 %) und die Ortsbürgergemeinde Gottlieben (10 %). Zweck der Wärme Gottlieben AG sind der Bau und Betrieb einer Seethermie-Wärmezentrale sowie die Lieferung der thermischen Energie via Fernwärmenetz an die angeschlossenen Immobilien. Die Betriebsaufnahme ist für den Herbst 2025 geplant.
Edelmann Ingenieurbüro AG (100 %)
Die Edelmann Ingenieurbüro AG ist seit 1973 ein führendes Ingenieurbüro für Elektroplanung im Kanton Zürich. Das Unternehmen mit Hauptsitz in Thalheim an der Thur (ZH) und Filialen in Winterthur, Schaffhausen und Frauenfeld hat sich seit seiner Gründung auf die Tätigkeitsfelder Elektroplanungen, Beratungen, Studien, Kostenvoranschläge, Projektierungen und Bauleitungen spezialisiert.